# Konstanty Zamoyski
Konstanty Zamoyski (ur. 22 lutego 1846 w Warszawie, zm. 30 stycznia 1923 tamże) – hrabia, ziemianin, I ordynat na Kozłówce w latach 1903–1923, w 1922 roku posiadał majątki ziemskie o powierzchni 15 760 ha.
Syn Jana i Anny z Mycielskich. Wnuk XII ordynata na Zamościu Stanisława Kostki Zamoyskiego i Zofii z Czartoryskich Zamoyskiej. Starszy brat Jana Władysława (1849–1923). Po wielu latach spędzonych we Francji, w 1870 roku ożenił się z Anielą Potocką. Małżeństwo było bezdzietne. Od 1889 przez kilka lat był kuratorem Ordynacji Zamoyskiej i opiekunem Maurycego Zamoyskiego.
W 1870 roku, jako prezent ślubny od ojca, otrzymał pałac w Kozłówce. W latach 1899–1914 przeprowadził gruntowną przebudowę pałacu; dobudowano dwie wieże, taras od frontu, schody z tarasem od ogrodu oraz tarasy w elewacjach bocznych, dobudowano oficynę północną, kaplicę i teatralnię. W 1903 roku, na mocy ukazu carskiego została utworzona ordynacja kozłowiecka o powierzchni 7650 ha. W jej skład wchodziło m.in. osiem folwarków, cztery odreby leśne, trzy młyny, tartak, dwie cegielnie. Był właścicielem pałacu przy ul. Foksal w Warszawie.
Po bezpotomnej śmierci Konstantego Zamoyskiego ordynację kozłowiecką odziedziczył jego stryjeczny brat Adam.